# Atrichopogon adamsoni
Atrichopogon adamsoni är en tvåvingeart som beskrevs av John William Scott Macfie 1937. Atrichopogon adamsoni ingår i släktet Atrichopogon och familjen svidknott. Inga underarter finns listade i Catalogue of Life.